# Burke’s Peerage

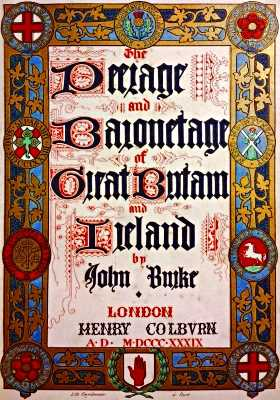
A Genealogical and Heraldic Dictionary of the Peerage and Baronetage of the British Empire, Sjätte upplagan 1839

Burke’s Peerage Limited är namnet på flera brittiska bokförlag som sedan 1826 har utgivit genealogiska bokverk, främst om adliga ätter i Förenade kungariket Storbritannien och Irland men även om andra länders furstliga ätter, och om närstående ämnen som faleristik. Den viktigaste titeln, känd som Burke’s Peerage eller Burke’s, har – tillsammans med det liknande men i de historiska genealogierna mindre utförliga verket Debrett’s Peerage – under två sekler varit en institution i det brittiska samhället: Bokverken har markerat de anrika och besuttna samhällsskiktens ställning, och förekommer därför ofta i litteratur, tv-serier och andra skildringar av brittisk kultur. Det ursprungliga Burke’s lades ned på 1970‑talet, och Burke’s-bokserien säljs nu av ett nygrundat företag med samma namn.

## Historik
Det första förlaget grundades 1826 när den irländske släktforskaren John Burke (1786–1848), anfader till en dynasti av genealoger och heraldiker, började ge ut böcker som beskrev härkomst och heraldik hos adel i Förenade kungariket Storbritannien och Irland. Hans första publicerade bok, A General and Heraldic Dictionary of the Peerage and Baronetage of the United Kingdom for MDCCCXXVI, uppdaterades sporadiskt fram till 1847, då förlaget började ge ut nya utgåvor varje år.. Verkets titel varierade något, med var under 1900‑talet oftast A Genealogical and Heraldic History of the Peerage and Baronetage, The Privy Council, and Knightage. Burke’s Peerage följdes av andra böcker, till exempel Burke’s Landed Gentry, Burke’s Colonial Gentry, och Burke’s General Armory. Utöver böcker om adelssläkter publicerade Burke böcker om kungliga familjer i Europa och Latinamerika, härskardynastier i Afrika och Mellanöstern, bemärkta familjer i USA och historiska familjer i Irland.
Förlaget drevs vidare av John Burkes son, sir John Bernard Burke (1814–1892) och hans sonson, sir Henry Farnham Burke (1859–1930). Efter dennes död har böckerna med namnet Burke’s i titels utgivits av olika personer utan anknytning till dynastin Burke. Det ursprungliga Burke’s lades ned efter att den 105:e upplagan av huvudtiteln Burke’s Peerage utgivits 1970. Under följande årtionden splittrades och återförenades rättigheterna till de viktigaste titlarna genom att olika företag och personer köpte, sålde och hyrde rättigheterna till själva bokverken och till att använda namnet Burke’s Peerage vid utgivning. Sedan 2013 har förlagsstrukturen stabiliserats: alla Burke’s‑titlar utges och säljs av ett nytt förlag, som återtagit namnet Burke’s Peerage Limited. Det nygrundade Burke’s Peerage Limited vidareutvecklar och säljer i tryckt och elektronisk form de seriösa produkter som utgivits av olika förlag som haft rättigheter till namnet Burke’s under mellantiden från det gamla Burke’s nedläggning till bildandet av nya Burke’s Peerage Limited 2013.

## Källkritisk trovärdighet
Andre mannen i Burkedynastin, Bernard Burke, verkade i en tid då bördssnobberiet nådde sin kulmen. Han införde många uppgifter i Burke’s Peerage som förhöjde adelsklassens anors glans, men icke tål källkritisk granskning.

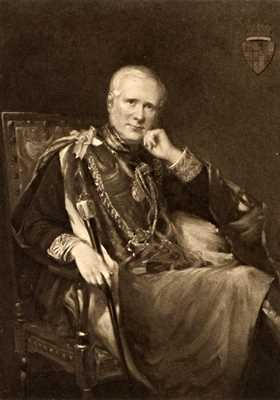
Sir John Bernard Burke

Både fackmän och lekmän blev medvetna om bristerna. År 1877 angrep professorn i Oxford Edward Augustus Freeman ”fablerna och fiktionerna i Burke’s”, där han utan ansträngning kunde upptäcka släktskap som var ”uppdiktade – om nu uppdiktad inte är ett alltför välvilligt ord för vad som i många fall måste betraktas som avsiktliga falsarier. I allmänhet är det inte bara falskt, men orimligt, inte fiktion men den typ av fiktion som är avsiktlig och medveten förfalskning.” Publikationens dåliga rykte var allmänt känt 1893 när Oscar Wilde i pjäsen En kvinna utan betydelse skrev: ”You should study the Peerage, Gerald. It is the one book a young man about town should know thoroughly, and it is the best thing in fiction the English have ever done!” (”– Du borde läsa Peerage, Gerald. Det är den enda bok en världsvan ung man behöver vara grundligt förtrogen med, och det bästa skönlitterära verket engelsmännen åstadkommit!”) Ett årtionde efter Bernard Burke’s frånfälle påtalade historikern J. Horace Round 1901 att ”grotesquely impossible tales” (groteskt osannolika skrönor) fortfarande spreds genom Burke’s.
Under 1900‑talet försökte efterföljande redaktörer höja Burke’s källkritiska vederhäftighet till en nivå som motsvarade dess ställning som en samhällelig institution. Arbetet fortsatte efter att det ursprungliga Burke’s lades ned. Den 106:e upplagan (1999) var en förbättring jämfört med de upplagor som utgavs av det ursprungliga Burke’s. Sedan dess har en 107:e upplaga tryckts.
Under årtiondena efter det ursprungliga Burke’s nedläggning exploaterades namnet Burke’s för utgivning av oseriösa verk om verkliga eller påstådda släkter av företag som tillfälligt ägt eller hyrt rättigheterna till namnet Burke’s Peerage. Dessa fuskverk har titlar som The Burke’s Peerage World Book of [släktnamn].

### Nätutgåvor
- 1st edition - 1826 - Hathitrust
- 3rd edition - 1830 - Hathitrust
- 4th edition - 1832 - Vol 1 - Hathitrust
- 4th edition - 1832 - Vol 2 - Hathitrust
- 4th edition - 1832 - Vol 2 - Google Books
- 4th edition - corrected to 1833 - Vol 2 - Hathitrust
- 5th edition - 1838 - Google Books
- 6th edition - 1839 - Hathitrust
- 7th edition - 1843 - Vol 2 - Hathitrust
- 10th edition - 1848 - Hathitrust
- 12th edition - 1850 - Hathitrust
- 20th edition - 1858 - Hathitrust
- 22nd edition - 1860 - Hathitrust
- 23rd edition - 1861 - Hathitrust
- 27th edition - 1865 - Google Books
- 30th edition - 1868 - Google Books
- 30th edition - 1868 - Vol 1 - Hathitrust
- 30th edition - 1868 - Vol 2 - Hathitrust
- 31st edition - 1869 - Vol 1 - Hathitrust
- 31st edition - 1869 - Vol 2 - Hathitrust
- 37th edition - 1875 - Vol 2 - Hathitrust
- 48th edition - 1886 - University of Dusseldorf
- 53rd edition - 1891 - University of Dusseldorf
- 76th edition - 1914 (to page 1274) - Archive.org
- 99th edition - 1949 - Archive.org
- 102nd edition - 1959 - Hathitrust